# Muhammad Sultan Mirza
Muhammad Sultan Mirza (1375-1403) fue miembro de la dinastía Timurida y nieto de su fundador, el conquistador de Asia Central Timur. Como el nieto favorito de Timur, Muhammad Sultan fue uno de sus principales comandantes militares, ayudando a las fuerzas líderes en campañas exitosas contra la Horda de Oro, los reinos persas y el Imperio Otomano. Descrito por el historiador Arabshah como "un prodigio manifiesto de su noble naturaleza y vigor", Tamerlán finalmente nombró a Muhammad Sultan como heredero del imperio. Su muerte prematura en 1403 afectó enormemente a su abuelo.

## Primeros años
Muhammad Sultan nació en 1375, el hijo mayor de Jahangir Mirza y el único de su esposa, la princesa sufí Khanzada Begum. Su padre, el hijo favorito de Timur y heredero original, murió a los pocos meses de su nacimiento. Su madre, una nieta materna de Jani Beg, Khan de la Horda de Oro, se volvió a casar con el hermano menor de Jahangir, Miran Shah.

## Carrera militar
En 1386, Timur capturó Tabriz, la capital de la dinastía yalayerí. Muhammad Sultan, de solo diez años de edad, fue nombrado gobernador de la ciudad. Cinco años después, acompañó a su abuelo en su invasión del territorio de Tokhtamish, Khan de la Horda de Oro. Inicialmente, parte de los grupos de exploradores que precedieron al ejército, Timur le dio el mando del centro del ejército, una posición que ocupó durante la batalla del río Kondurcha en junio de 1391.
En 1393, participó en la campaña contra los muzafáridas de Fars. Él, junto con su hermanastro más joven, Pir Muhammad, fue enviado a través de Kurdistán, capturando varias provincias, con órdenes de reincorporarse más tarde al ejército principal. El mismo Timur persiguió al rey muzafárida, Shah Mansur. Los ejércitos de los dos gobernantes se encontraron fuera de la ciudad de Shiraz; Timur confió su flanco izquierdo a Muhammad Sultan, el derecho a Pir Muhammad mientras que el centro fue entregado a su tío, Shah Rukh. La batalla finalmente resultó en una victoria Timurida, con Shah Mansur siendo asesinado por los soldados de Timur y sus tierras posteriormente se incorporaron al imperio.
Muhammad Sultan se unió una vez más a Timur en su guerra contra Tokhtamish en 1395, acompañando al emperador en una segunda invasión de la Horda de Oro. Dirigió el ala derecha del ejército durante la batalla del río Terek e infligió graves daños en el flanco izquierdo del Khan, obligándolo a retirarse, y el propio Tokhtamish huyó poco después. Al año siguiente, fue enviado al reino de Hormuz en el Golfo Pérsico. Después de capturar varias fortalezas provinciales, el príncipe obligó al gobernante, Muhammad Shah a someterse.
En 1397, fue nombrado gobernador de la provincia oriental de Ferghana. Con la idea de una eventual campaña contra China en mente, Timur ordenó a su nieto que consolidara las bases en la región, así como que desarrollara el cultivo de suelo a lo largo de la ruta. Muhammad Sultan recibió un ejército de cuarenta mil y construyó un fuerte en la región de Ashapara, seguido de otro más al este por el Issyk-Kul. El príncipe tenía la intención de usarlos como una línea de frontera para las operaciones contra el vecino reino de Mogolistán en 1399. Sin embargo, este plan se impuso cuando su primo, Iskandar Mirza recurrió a los destacamentos de Muhammad Sultan en Ashpara para lanzar una incursión en el Turkestan chino. Esta acción arbitraria resultó en un resentimiento entre los dos príncipes. Menos de un año después, después de que Iskandar fuera transferido a Ferghana, mientras que el propio Muhammad Sultan fue nombrado custodio de Samarcanda, este tuvo a su primo capturado y detenido dentro de la ciudad. El atabeg de Iskandar, junto con veintiséis de sus nobles, fueron ejecutados. Los informes de la reacción de Timur a la disputa son contradictorios; una fuente afirma que Timur culpó a Muhammad Sultan por la disputa y sostuvo a Iskandar, ordenando la restitución de sus nobles. Otro dice que Timur se puso del lado de los primeros y que azotaron los pies de Iskandar como castigo.
El príncipe supuestamente empujó a Timur a proseguir su campaña contra el Sultanato de Delhi en 1398. El Malfuzat-i Timuri, una supuesta autobiografía del emperador, atribuye el siguiente discurso a Muhammad Sultan:
"Todo el país de la India está lleno de oro y joyas, y en él hay diecisiete minas de oro y plata, diamante y rubí y esmeralda y estaño y acero y cobre y plata, etc., y las plantas que crecen allí son adecuadas para confeccionar prendas de vestir, plantas aromáticas y la caña de azúcar, y es un país siempre verde, y todo el aspecto del país es agradable y encantador. Ahora, ya que los habitantes son principalmente politeístas e "Infieles e idólatras y adoradores del sol, por orden de Alá y su profeta, es correcto que los conquistemos".

## Como heredero de Timur
En algún momento antes de su invasión india, Timur hizo nombrar a Muhammad Sultan como su heredero aparente. Cuando Delhi fue conquistada en diciembre de 1398, Timur hizo leer la khutba allí, y el nombre del príncipe se decía junto al suyo. Las monedas también fueron acuñadas con el nombre y el título de Muhammad Sultan "Vali al-lakhd" (heredero del trono), siguiendo el de Timur y el del Khan de Chagatai. La elección del emperador en sucesor se basó principalmente en el nacimiento, en lugar de la posición o el logro. Además del exaltado linaje materno del príncipe, su padre Jahangir, el primero de los cuatro hijos de Timur, nació de una esposa libre, en lugar de una concubina.
En 1399, fue nombrado gobernador de Turán. Esto fue seguido dos años más tarde por una fuente sobre las tierras del antiguo Ilkanato mongol, que Timur denominó "el trono de Hulagu". Estas tierras fueron gobernadas previamente por el deshonrado tío/padrastro de Muhammad Sultan, Miran Shah.
En 1402, Timur comenzó preparaciones militares en previsión de su campaña contra el sultán otomano, Bayaceto I. Esto fue iniciado por Muhammad Sultan, recientemente convocado desde Samarcanda, asediando y asaltando la fortaleza en Kamakh. Esto fue un desafío directo y una provocación para Bayezid, quien recientemente había capturado el bastión del aliado de Timur, Taharten. La guerra culminó el 20 de julio de 1402 en la batalla de Ankara, durante la cual Muhammad Sultan dirigió el cuerpo principal del ejército. Las fuerzas otomanas fueron derrotadas decisivamente, y el propio Bayezid fue capturado poco después. Inmediatamente después de la batalla, el príncipe fue enviado a la capital otomana de Bursa para tomar el tesoro de Bayezid. Sin embargo, el príncipe otomano, Süleyman Çelebi, se llevó muchos de los tesoros más grandes de la ciudad, adelantándose a él. Lo que quedaba fue saqueado por el ejército Timurida, incluidas las puertas de bronce con incrustaciones de oro y esmalte, que luego se presentaron a la emperatriz de Timur, Saray Mulk Khanum. Una vez que concluyó el saqueo, Muhammad Sultan hizo incendiar la ciudad.

## Muerte y entierro
A Muhammad Sultan se le ordenó marchar de regreso a través de Ankara para volver a unirse al ejército principal en Kayseri. Sin embargo, durante este viaje, el príncipe, que ya sufría las lesiones sufridas durante la batalla reciente, cayó gravemente enfermo. Murió el 12 de marzo de 1403, cerca de la ciudad de Afyonkarahisar. Timur lamentó amargamente el fallecimiento de su nieto y ordenó que todo el ejército vistiera ropa oscura de luto. Una procesión de doscientos caballos acompañó el cuerpo de Muhammad Sultan a la fortaleza de Avnik. Desde allí, fue llevado a ser enterrado temporalmente en el mazar de Qedar, cerca de la ciudad de Soltaniyeh.
En el aniversario de su muerte al año siguiente, los restos de Muhammad Sultan, acompañados por su madre, fueron llevados a entierro en Samarcanda. Fue enterrado en una bóveda que llevaba su nombre, el Khangah-i Muhammad Sultan, parte de un complejo existente de edificios religiosos erigidos previamente por el príncipe. Tras su propia muerte en 1405, Timur fue enterrado aquí junto a su nieto. Finalmente, ambos cuerpos fueron trasladados una vez más a su lugar de descanso actual en el Gur-e Amir, probablemente alrededor de 1409 por el sucesor de Timur, Shah Rukh. La tumba, originalmente destinada solo para Muhammad Sultan, se convirtió en el mausoleo dinástico timúrida.